# Охридская книжная школа

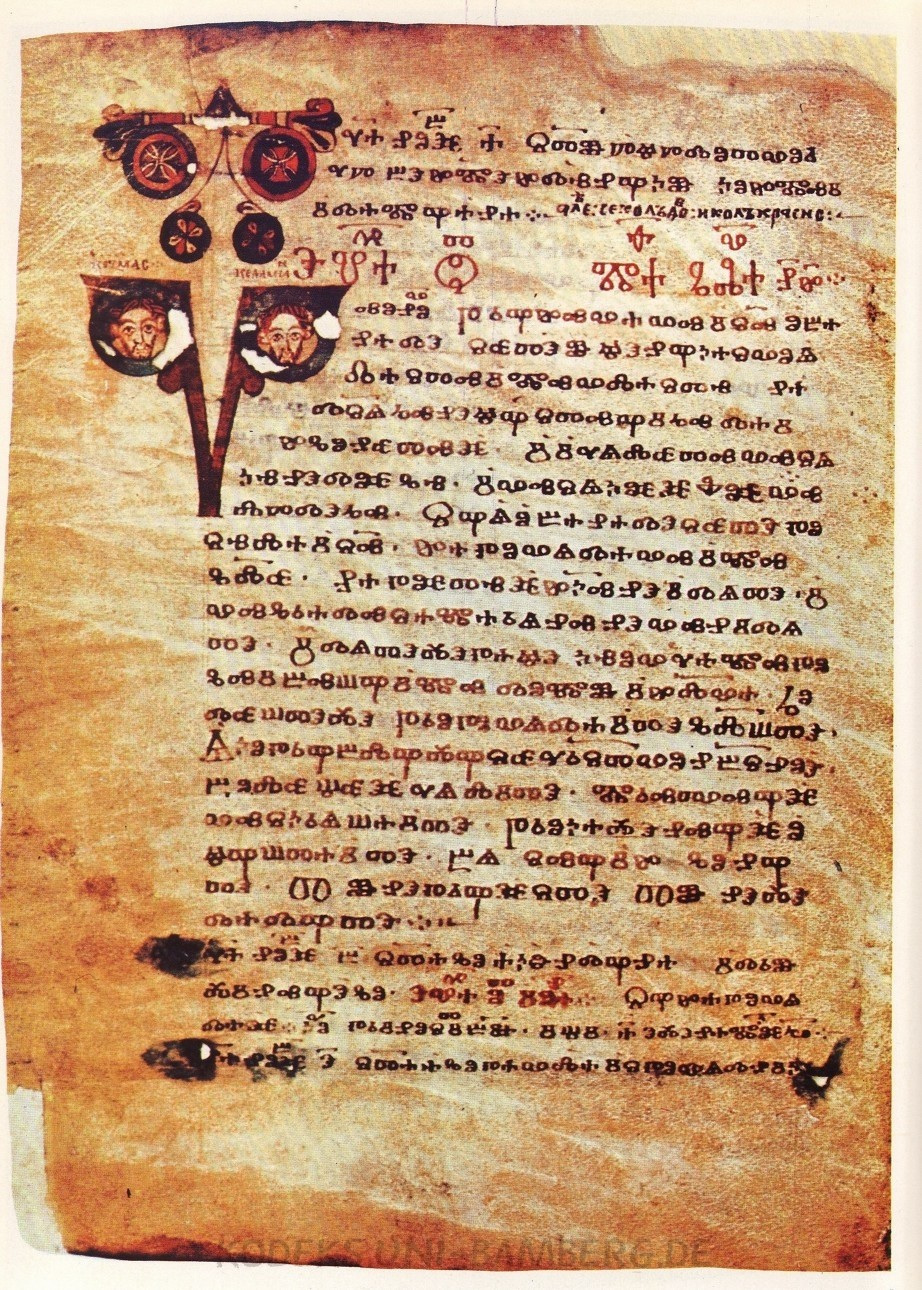
Одна из 158 страниц Ассеманиева Евангелия (Codex Assemanianus) — древнейшего письменного источника на старославянском языке, написанного глаголицей. Предполагается, что пергамент был создан писарями Охридской школы. Приобретён вице-префектом Ватиканской библиотеки Иосифом Ассемани в 1736 году в греческом монастыре Иерусалима. Датируется концом X — началом XI века. В кодексе упоминаются Кирилл и Мефодий, а также Климент Охридский.

Охридская книжная школа — один из древнейших культурных центров Болгарии. Основана при Пантелеимоновом монастыре в 886 году в Охриде (ныне Охрид находится в Северной Македонии) Климентом Охридским по указанию князя Бориса I для обучения болгар славянской письменности. С IX века в школе использовался новосозданный славянский алфавит — кириллица, однако до XII века применялась и глаголица. С 893 года школу возглавил Наум Охридский.
Во время своей просветительской деятельности Климент обучил в общей сложности 3500 учеников (в том числе будущего Девольского епископа Марка) — народных учителей, церковных лиц и проповедников. Качество работ школы несколько снизилось после смерти первых двух руководителей, однако она оставалась заметным очагом южнославянской культуры до XII века, а окончательно потеряла значение лишь в 1767 году, когда оттоманский султан и Константинопольский патриарх упразднили Охридскую архиепископию.